# Colorado State Highway 11
Der Colorado State Highway 11 (kurz CO 11) ist ein State Highway im US-Bundesstaat Colorado, die in Nord-Süd-Richtung verläuft.
Der State Highway beginnt an den U.S. Highways 138 und 385 in Julesburg und endet nach 2,17 Kilometern nördlich des Ortes an der Grenze zu Nebraska.